# Concepcion (Tarlac)
Concepcion (Bayan ng Concepcion) är en kommun i Filippinerna. Kommunen ligger på ön Luzon, och tillhör provinsen Tarlac. Folkmängden uppgår till 115 171 invånare.

## Barangayer
Concepcion är indelat i 45 barangayer.
| - Alfonso - Balutu - Cafe - Calius Gueco - Caluluan - Castillo - Corazon de Jesus - Culatingan - Dungan - Dutung-A-Matas - Green Village - Lilibangan - Mabilog - Magao - Malupa | - Minane - Panalicsican - Pando - Parang - Parulung - Pitabunan - San Agustin (Murcia) - San Antonio - San Bartolome - San Francisco - San Isidro (Almendras) - San Jose (Pob.) - San Juan (Castro) - San Martin - San Nicolas (Pob.) | - San Nicolas Balas - San Vicente (Calius/Corba) - Santa Cruz - Santa Maria - Santa Monica - Santa Rita - Santa Rosa - Santiago - Santo Cristo - Santo Niño - Santo Rosario (Magunting) - Talimunduc Marimla - Talimunduc San Miguel - Telabanca - Tinang |